# Hip (Adjektiv)
Hip ist ein adjektivischer ursprünglich in der afro-amerikanischen Umgangssprache der USA entstandener Begriff, der etwa seit den 1960er Jahren in einen internationalen Sprachgebrauch übergegangen ist.
Außerhalb der USA gilt er als ein Begriff der Jugendsprache.

## Wortbedeutung
Die Bedeutung der Eigenschaftsbezeichnung „hip“ ist vielschichtig und war im Laufe der Zeit einigen Wandlungen und Nuancierungen unterworfen. „Hip“ wird heute überwiegend in Bedeutungen etwa von „angesagt“, „schick“, zeitgenössisch, „trendy“ genutzt.
Ältere Bedeutungsqualitäten mit positiv bewertendem Gehalt im Sinn von „hoch entwickelt“, „weltklug“, „fortschrittlich“, „geistvoll“, „ausgefeilt“, „geschmackvoll“ und „angenehm“ u. a. sind weniger verbreitet, jedoch im Unterton des aktuellen Sprachgebrauchs oft noch in gewissem Maß enthalten. Insofern kann „hip“ in Nuancen ähnliche Bedeutungen zu den ebenfalls vorwiegend jugendsprachlichen Begriffen „cool“ oder in neuerer Zeit auch „geil“ annehmen.
Mitunter befinden sich sämtliche dieser Begriffe in nahezu simultanem Gebrauch und unterliegen daher zunehmender Nivellierung von ursprünglich vorhandenen Bedeutungsunterschieden, die somit teilweise nur dem jeweiligen Sinnzusammenhang oder dem Unterton einer Aussage entnommen werden können.
Im Übrigen ist das Wort „hip“ mit dem englischen Wort für „Hüfte“ zwar aussprachlich ähnlich bis mitunter identisch, hat damit jedoch in seinem Bedeutungsinhalt nichts zu tun, da es sich aus einem Begriff der afro-amerikanischen Umgangssprache ableitet, der in Schreibweise und Aussprache zuerst als „hep“ auftauchte. Bei späterer Schreibweise als „hip“ variiert die Aussprache insbesondere im amerikanischen Englisch nach wie vor zwischen beiden Formen.

## Entstehungs- und Bedeutungsgeschichte
Der Begriff „hep“ ist als Vorläufer der Variante „hip“ in den 1920er Jahren in den USA in Kreisen der afro-amerikanischen Jazz-Szene entstanden. Er diente als vielschichtige Umschreibung gewisser Lebensweisen und -einstellungen, Geisteshaltungen, zunächst auch der Verbundenheit zum afro-amerikanischen Jazz und insbesondere zum jazz-spezifischen Rhythmusgefühl des Swing. Wer diese Einstellungen teilte, wurde als „Hep Cat“ (oft in einem Wort als „Hepcat“ geschrieben) oder auch kurz als „Cat“ bezeichnet. Das Wort „Cat“ wird insbesondere unter Jazzmusikern auch heute noch in dieser Bedeutung verstanden, in anderen Kreisen allerdings vorwiegend in der Bedeutung von „(beliebiger) Person“ als eine Art Alternative zum englischen Wort „Guy“ = „Typ“. Der Gegenbegriff zu „hip“ wurde mit „square“ bezeichnet, das so viel wie „spießig“, „zickig“, „beschränkt“, auch „linkisch“ bedeutet und damals oft substantivisch als allgemeine Bezeichnung für einen Angehörigen der weißen amerikanischen Bevölkerungsschicht gebraucht wurde.
In den 1950er Jahren hatte der aus „hep“ mittlerweile zu „hip“ geformte Begriff Eingang in den Sprachgebrauch auch eines Teils der weißen US-amerikanischen Jugend gefunden, die in einem stark konservativen Klima der Gesellschaft bestrebt waren, zu fortschrittlicheren Haltungen zu finden. Im Zuge dieser Intentionen, zu denen insbesondere die Überwindung der noch immer tiefgehend etablierten Rassentrennung gehörte, entstand eine geistige Strömung, deren Anhänger sich als „Hipster“ oder auch „Beatnik“ zu bezeichnen begannen und ihre schwarzen Altersgenossen in vielerlei Hinsicht nachzuahmen versuchten.
Eine der Haupt-Stimmen dieser Bewegung, der Autor Norman Mailer, formulierte 1957 die inhaltliche Interpretation Begriffe „hip“ und „square“ in einem Essay als Gegensätze in Geisteshaltungen und Lebenseinstellungen folgendermaßen:
„Hip – Square / wild – practical / romantic – classic / instinct – logic / Negro – white / inductive – programmatic / the relation – the name / spontaneous – orderly / perverse – pious / midnight – noon / nihilistic – authoritarian / associative – sequential / a question – an answer / obeying the form of the curve – living in the cell of the square / self – society / crooks – cops / free will – determinism.“
Das von Hipster abgeleitete Wort Hippie entstand als verächtliche, spöttisch verniedlichende Bezeichnung – teils verwendet von aufgebrachten US-Bürgern, die zumeist der konservativen, weißen Gesellschaftsschicht angehörten und den oppositionellen Geisteshaltungen der Hipster-Bewegung feindselig gegenüberstanden, teils von den „Hipstern“ und „Beatniks“ selbst, die sich als eine Art geistige Elite empfanden und den Ausdruck als herablassend gebrauchte Bezeichnung für Nachahmer im Sinne von „Möchtegern-Hipster“ benutzten.
Aus den Hipster- und Beatnik-Strömungen entwickelte sich eine neue Jugendbewegung mit im Gegensatz zu deren politisch relativ diffusen Haltungen deutlicheren politischen Stellungnahmen, die insbesondere durch immer entschiedenere oppositionelle Haltungen der amerikanischen Jugend zum Vietnam-Krieg beeinflusst waren. Diese neue Bewegung machte sich die Bezeichnung „Hippie“ zu eigen und fand in der Mitte der 1960er Jahre insbesondere von San Francisco aus sehr schnell internationale Verbreitung. In Westeuropa hatte die Hippie-Bewegung der US-amerikanischen Westküste starken inspiratorischen Einfluss und war ein Auslöser der Kulturrevolution der 68er-Bewegung.